# Дженола
Дженола (італ. Genola, п'єм. Genola) — муніципалітет в Італії, у регіоні П'ємонт,  провінція Кунео.
Дженола розташована на відстані близько 500 км на північний захід від Рима, 55 км на південь від Турина, 25 км на північний схід від Кунео.
Населення — 2626 осіб (2014).
Щорічний фестиваль відбувається третьої неділі травня. Покровитель — San Marziano.

## Демографія
Населення за роками:

Станом на 1 січня 2023 року в муніципалітеті офіційно проживали 233 іноземці з 28 країн, серед них 30 громадян країн Євросоюзу.

## Сусідні муніципалітети
- Фоссано
- Савільяно